# Maxime Renault
Maxime Renault (Vire, 2 januari 1990) is een Frans wielrenner die anno 2016 rijdt voor HP BTP-Auber 93.
In 2011, 2012 en 2013 liep hij stage bij Sojasun, maar wist geen profcontract af te dwingen.

## Overwinningen
2010
2e etappe Mi-Août en Bretagne
2012
Eindklassement Tour Nivernais Morvan

## Resultaten in voornaamste wedstrijden
|      | \| Jaar \| Parijs-Tours \| \| ---- \| ------------ \| \| 2016 \| 120e \| |
| Jaar | Parijs-Tours                                                             |
| 2016 | 120e                                                                     |

## Ploegen
- 2011 –  Saur-Sojasun (stagiair vanaf 1-8)
- 2012 –  Saur-Sojasun (stagiair vanaf 1-8)
- 2013 –  Sojasun (stagiair vanaf 1-8)
- 2014 –  BigMat-Auber 93
- 2015 –  Auber 93
- 2016 –  HP BTP-Auber 93